# Hiroshige Yanagimoto
Hiroshige Yanagimoto (n. 15 octombrie 1972) este un fost fotbalist japonez.

## Statistici
| Japonia | Japonia | Japonia |
| An      | Meciuri | Goluri  |
| ------- | ------- | ------- |
| 1995    | 12      | 0       |
| 1996    | 13      | 0       |
| 1997    | 5       | 0       |
| Total   | 30      | 0       |